# Institut de Desenvolupament d'Avions i Vols Espacials dels Països Baixos
L'Institut de Desenvolupament d'Avions i Vols Espacials dels Països Baixos (Nederlands Instituut voor Vliegtuigontwikkeling en Ruimtevaart, NIVR) fou l'agència d'exploració espacial dels Països Baixos. L'1 de juliol del 2009 es transferiren les activitats del NIVR a una nova estructura, la Netherlands Space Office (NSO).